# Пеньки (Пензенская область)
Пеньки́ — деревня в Вадинском районе Пензенской области. Входит в состав Ягановского сельсовета.

## География
Деревня находится в северо-западной части Пензенской области, на расстоянии примерно 12 км по (прямой) к юго-востоку от Вадинска, административного центра района.

### Часовой пояс
Деревня Пеньки, как и вся Пензенская область, находится в часовой зоне МСК (московское время). Смещение применяемого времени относительно UTC составляет +3:00.

## Население
| 2010 |
| ---- |
| 7    |

### Национальный состав
Согласно результатам переписи 2002 года, в национальной структуре населения русские составляли 100 % из 24 чел.